# Оливер Вархељи
Оливер Вархељи (мађ. Olivér Várhelyi; Сегедин, 22. март 1972) мађарски је правник и дипломата. Од 1. децембра 2019. обавља функцију европског комесара за суседство и проширење.

## Контроверзе
Премијер Грузије Иракли Кобахидзе је изјавио у јуну 2024. године да има доказе о претњама атентатом од стране Оливера Вархељија, наводно му је европски комесар претио да ће проћи као Роберт Фицо на кога је извршен атентат. Вархељи је касније изјавио да је његово упозорење о опасностима „поларизације у друштву“ погрешно схваћено.